# Nagrada hrvatskog glumišta za najbolje koreografsko, redateljsko ili dirigentsko ostvarenje u baletnoj predstavi
Popis dobitnika Nagrade hrvatskog glumišta u kategoriji najbolje koreografskog, redateljskog ili dirigentskog ostvarenja u baletnoj predstavi. Nagrada se dodjeljuje svake dvije godine.
1998./1999. Ivica Sertić

2002./2003. Alan Bjelinski

2004./2005. Dinko Bogdanić

2008./2009. Staša Zurovac

2010./2011. Dinko Bogdanić

2012./2013. Milko Šparemblek
 
2014./2015. Leo Mujić

2016./2017. Leo Mujić

2018./2019. Valentina Turcu

2020./2021. Leo Mujić

2022./2023. Leo Mujić